# (2233) Кузнецов
(2233) Кузнецов — астероид главного пояса, найденный 3 декабря 1972 года советским астрономом Л. В. Журавлёвой в Крымской астрофизической обсерватории и 1 марта 1981 года названный в честь Героя Советского Союза Н. И. Кузнецова (1911—1944).